# Байгали
Байгали́ (рос. Багалы) — присілок у складі Тегульдетського району Томської області, Росія. Входить до складу Тегульдетського сільського поселення.

## Населення
Населення — 52 особи (2010; 88 у 2002).
Національний склад (станом на 2002 рік):
- росіяни — 98 %